# Троицкое (Семилукский район)
Троицкое — село в Семилукском районе Воронежской области России. Входит в состав Новосильского сельского поселения.

## География
Село находится в северо-западной части Воронежской области, в лесостепной зоне, на берегах реки Берёзовка (приток Олымчика), на расстоянии примерно 49 километров (по прямой) к северо-западу от города Семилуки, административного центра района. Абсолютная высота — 187 метров над уровнем моря.
Часовой пояс
Село Троицкое, как и вся Воронежская область, находится в часовой зоне МСК (московское время). Смещение применяемого времени относительно UTC составляет +3:00.

## Население
| 1859 | 1897  | 2010 |
| ---- | ----- | ---- |
| 798  | ↗1045 | ↘369 |

Гендерный состав
По данным Всероссийской переписи населения 2010 года в гендерной структуре населения мужчины составляли 49,1 %, женщины — соответственно 50,9 %.
Национальный состав
Согласно результатам переписи 2002 года, в национальной структуре населения русские составляли 98 %.

## Инфраструктура
В селе функционирует фельдшерско-акушерский пункт (структурное подразделение Семилукской районной больницы).
Ранее в селе была средняя школа, ныне она не действует.

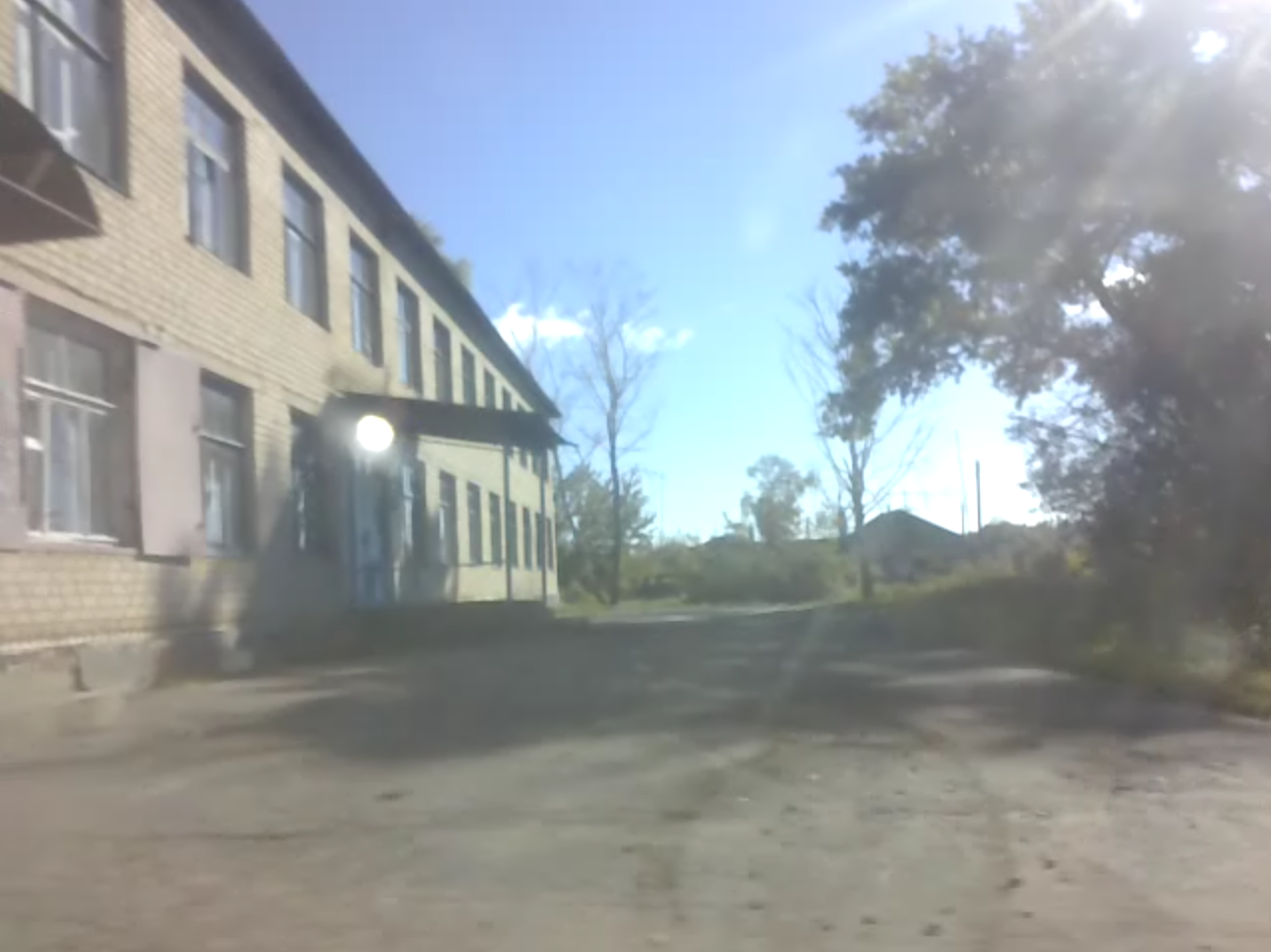
с. Троицкое. Здание бывшей школы на ул. Сельская

## Улицы

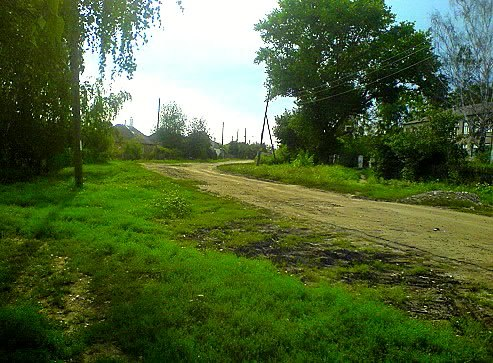
с. Троицкое, ул. Сельская

Уличная сеть села состоит из шести улиц: 
1. Сельская;
2. Ивановка;
3. Косечёвка;
4. Грачёвка;
5. Гудовка;
6. Садовая